# Військовий міністр Російської імперії
Військовий міністр Російської імперії (рос. Военный министр Российской империи) — вища посадова особа та очільник Військового міністерства Російської імперії, член уряду Російської імперії з 1857 року. На неї покладалися лише виконавчі функції й головним його обов'язком було «примушувати всі підпорядковані йому місця та особи до виконання законів та установ». Справи, що вимагали нової установи або важливих змін у вже існуючих, а також господарські справи розглядалися радою міністра, що складалася з директорів департаментів, та генералітетом.

## Список військових міністрів Російської імперії

### Міністри військових сухопутних сил Російської імперії
| 1 |  | генерал від інфантерії В'язмітінов Сергій Кузьмич (7 [18] жовтня 1744 — 15 [27] жовтня 1819)               | російський військовий та державний діяч, перший військовий міністр Російської імперії (1802—1808), граф (1818), голова Комітету міністрів (1812—1816), міністр поліції (1812—1819), головнокомандувач у Санкт-Петербурзі (1805, 1812), санкт-петербурзький військовий генерал-губернатор (1816—1818). Учасник російсько-турецьких війн 1768—1774 та 1787—1792 років                 | 8 вересня 1802 | 13 січня 1808  |
| 2 |  | генерал від артилерії Аракчеєв Олексій Андрійович (23 вересня (4 жовтня) 1769 — 21 квітня (3 травня) 1834) | російський військовий та державний діяч, граф, генерал від артилерії (1807), військовий міністр Російської імперії (1808—1810), один з найважливіших наближених імператорів Павла I та Олександра I. Реформатор російської артилерії, військовий міністр (1808—1810), головний начальник Імператорської канцелярії (1812—1834). Учасник Наполеонівських та Російсько-шведської війн | 13 січня 1808  | 1 січня 1810   |
| 3 |  | генерал від артилерії Барклай-де-Толлі Михайло Богданович (16 (27) грудня 1761 — 14 (26) травня 1818)      | російський військовий та державний діяч, генерал-фельдмаршал (1814), військовий міністр Російської імперії (1810—1812), генерал-губернатор Фінляндії (1809—1810). Учасник Наполеонівських та російсько-турецької війн | 20 січня 1810  | 24 серпня 1812 |
| 4 |  | генерал від інфантерії Горчаков Олексій Іванович (20 (31) серпня 1769 — 12 (24) листопада 1817)            | російський військовий та державний діяч, граф (1819), генерал від інфантерії (1814), військовий міністр Російської імперії (1812—1815), член Державної Ради (1815—1817), Сенату (1804—1817). Учасник Наполеонівських, російсько-турецької, російсько-польської та російсько-шведської воєн                                                                                          | 24 серпня 1812 | 12 грудня 1815 |

### Військові міністри Російської імперії
| 5  |  | генерал від інфантерії Коновніцин Петро Петрович (28 вересня (9 жовтня) 1764 — 28 серпня [9 вересня] 1822)     | російський військовий та державний діяч, граф (1818), генерал-ад'ютант (1812), генерал від інфантерії (1817). Військовий міністр Російської імперії (1815—1819), губернатор Архангельської губернії (1793—1796). Учасник Наполеонівських, російсько-турецької, російсько-польської, російсько-шведських 1788—1790 1808—1809 років воєн, а також придушення повстання Костюшка                                            | 12 грудня 1815  | 6 травня 1819   |
| 6  |  | генерал від артилерії Меллер-Закомельський Петро Іванович (28 жовтня (8 листопада) 1764 — 9 [21] червня 1823)  | російський військовий діяч, генерал від артилерії (1814), барон. Військовий міністр Російської імперії (1819—1823). Учасник російсько-турецьких 1768—1774, 1787—1792 років, Наполеонівських воєн, а також придушення повстання Костюшка | 6 травня 1819   | 14 березня 1823 |
| 7  |  | генерал від інфантерії Татіщев Олександр Іванович (19 (8) серпня 1763 — 17 [29] червня 1833)                   | російський військовий діяч, граф (1826), генерал від інфантерії (1823). Військовий міністр Російської імперії (1823—1827). Учасник Наполеонівських, російсько-турецької, російсько-польської воєн | 14 березня 1823 | 26 серпня 1827  |
| 8  |  | генерал від кавалерії Чернишов Олександр Іванович (30 грудня 1785 (10 січня 1786) — 8 [20] червня 1857)        | російський військовий та державний діяч, генерал-ад'ютант (1812), генерал від кавалерії (1827), граф (1826), князь (1841), ясновельможний князь (1849). Військовий міністр Російської імперії (1827—1852), голова Державної ради (1848—1856). Учасник Наполеонівських воєн. Напередодні французько-російської війни 1812 — військово-дипломатичний агент російського уряду при дворі французького імператора Наполеона I | 26 серпня 1827  | 26 серпня 1852  |
| 9  |  | генерал від кавалерії Долгоруков Василь Андрійович (19 лютого (2 березня) 1804 — 5 [17] січня 1868)            | російський військовий та державний діяч, генерал-ад'ютант (1845), генерал від кавалерії (1856), князь. Військовий міністр Російської імперії (1852—1856). Учасник Кримської війни | 26 серпня 1852  | 17 квітня 1856  |
| 10 |  | генерал від артилерії Сухозанет Микола Онуфрійович (1794 — 22 липня 1871)                                      | російський військовий та державний діяч, генерал-ад'ютант (1856), генерал від артилерії (1852). Військовий міністр Російської імперії (1856—1861). Учасник Наполеонівських воєн, придушення Польського повстання, Угорської революції і Кримської війни | 17 квітня 1856  | 16 травня 1861  |
| 11 |  | генерал-фельдмаршал Мілютін Дмитро Олексійович (28 червня (10 липня) 1816 — 25 січня [7 лютого] 1912)          | російський військовий та державний діяч, військовий історик, генерал-фельдмаршал (1898), граф (1878). Військовий міністр Російської імперії (1861—1881). Учасник Кавказької, Кримської та Російсько-турецької війн. Автор військових реформ 1860-1870-х років. Відіграв значну роль у геноциді черкесів | 16 травня 1861  | 21 травня 1881  |
| 12 |  | генерал від інфантерії Ванновський Петро Семенович (24 листопада (6 грудня) 1822 — лютого 17 [1 березня] 1904) | російський військовий та державний діяч, генерал від інфантерії (1883). Військовий міністр Російської імперії (1881—1898), член Державної ради. Учасник придушення Угорської революції, Кримської та Російсько-турецької війн | 21 травня 1881  | 1 січня 1898    |
| 13 |  | генерал від інфантерії Куропаткін Олексій Миколайович (17 (29) березня 1848 — 16 січня 1925)                   | російський військовий та державний діяч, генерал від інфантерії (1901), генерал-ад'ютант (1902). Військовий міністр Російської імперії (1898—1904), член Державної ради (1906—1917), Туркестанський генерал-губернатор (1916—1917). Учасник завоювання Середньої Азії, Боксерське повстання, Російсько-японської війни, придушення Центральноазійського повстання та Першої світової війни                               | 1 січня 1898    | 7 лютого 1904   |
| 14 |  | генерал-лейтенант Сахаров Віктор Вікторович (20 липня (1 серпня) 1848 — листопада 22 [5 грудня] 1905)          | російський військовий діяч, генерал-лейтенант (1897), генерал-ад'ютант (1903). Військовий міністр Російської імперії (1904—1905), начальник Головного штабу Російської імператорської армії (1898—1904). Учасник Російсько-турецької та Російсько-японської війн | 11 березня 1904 | 21 червня 1905  |
| 15 |  | генерал від інфантерії Редігер Олександр Федорович (31 грудня 1853 (12 січня 1854) — 26 січня 1920)            | російський військовий діяч, генерал від інфантерії (1909). Військовий міністр Російської імперії (1905—1909), член Державної Ради (1898—1904), міністр оборони Болгарського царства (вересень — жовтень 1883). Учасник Російсько-турецької війни | 21 червня 1905  | 11 березня 1909 |
| 16 |  | генерал від кавалерії Сухомлинов Володимир Олександрович (4 (16) серпня 1848 — 2 лютого 1926)                  | російський військовий діяч, генерал від кавалерії (1906), генерал-ад'ютант (1912). Військовий міністр Російської імперії (1909—1915), начальник Головного управління Генерального штабу Російської імперії (1908—1909). Учасник Російсько-турецької та Першої світової війн | 11 березня 1909 | 13 червня 1915  |
| 17 |  | генерал від інфантерії Поліванов Олексій Андрійович (4 (16) березня 1855 — 25 вересня 1920)                    | російський військовий діяч, генерал від інфантерії (1911). Військовий міністр Російської імперії (1915—1916), член Державної Ради (1912—1916). Учасник Російсько-турецької, Російсько-японської та Першої світової війни | 13 червня 1915  | 15 березня 1916 |
| 18 |  | генерал від інфантерії Шуваєв Дмитро Савельєвич (12 (24) жовтня 1854 — 19 грудня 1934)                         | російський військовий діяч, генерал від інфантерії (1912). Військовий міністр Російської імперії (1916—1917). Учасник Першої світової та Громадянської війни в Росії | 15 березня 1916 | 3 січня 1917    |
| 19 |  | генерал від інфантерії Бєляєв Михайло Олексійович (23 грудня 1863 (4 січня 1864) — вересень 1918)              | російський військовий діяч, генерал від інфантерії (1914). Військовий міністр Російської імперії (1917), начальник Головного управління Генерального штабу Російської імперії (1914—1916). Учасник Російсько-японської, Першої світової та Громадянської війни в Росії | 3 січня 1917    | 28 лютого 1917  |
| 20 |  | Гучков Олександр Іванович (14 (26) жовтня 1862 — 14 лютого 1936)                                               | російський політичний та державний діяч, промисловець. Голова III Державної думи (1910-1911), член Державної ради, Голова Центрального військово-промислового комітету (1915-1917), військовий міністр Російської імперії (1917). Учасник Другої англо-бурської війни | 1 березня 1917  | 30 квітня 1917  |